# James Kidd Flemming
Pour les articles homonymes, voir Kidd et Flemming.
James Kidd Flemming (1868-1927) est un homme d'affaires et un homme politique qui est premier ministre du Nouveau-Brunswick.

## Biographie
Né à Woodstock, James Kidd Flemming fait plusieurs métiers avant d'entrer en politique, à savoir enseignant, vendeur, représentant puis propriétaire de magasins et d'une scierie. Après deux défaites en 1895 et 1899, James Kidd Flemming est élu en 1900 député de la circonscription de Carleton à l'Assemblée législative du Nouveau-Brunswick et garde son siège jusqu'au 6 décembre 1914. Durant cette période, il devient membre du Conseil exécutif du 25 mars 1908 au 16 octobre 1911 et, ce même jour, succède à John Douglas Hazen au poste de premier ministre du Nouveau-Brunswick. À la suite d'un scandale dans lequel il est accusé de corruption, et bien qu'il nie toute implication, il démissionne le 6 décembre 1914.
Néanmoins, Flemming demeure populaire et remporte pour le parti conservateur le siège de député de la circonscription de Victoria—Carleton à la Chambre des communes du Canada lors l'élection fédérale de 1925 face à Thomas Wakem Caldwell et est réélu en 1926, cette fois face à Albion Roudolph Foster.
Il meurt en cours de mandat le 10 février 1927.